# Lionel Williamson
Pas d'image ? Cliquez ici

a Compétitions nationales et continentales officielles uniquement.

b Matchs officiels uniquement.
Lionel Williamson, né le 8 avril 1944 à Innisfail (Australie), est un joueur australien de rugby à XIII évoluant au poste d'ailier dans les années 1960 et 1970.

## Biographie
Venant du Queensland, c'est dans cet État qu'il débute au rugby à XIII entre autres à Innisfail, il réalise également une saison à Halifax en Angleterre en 1965 qui remporte le Championnat d'Angleterre mais Williamson ne dispute pas la finale. Entre 1968 et 1974, il joue sous les couleurs de Newtown dans le Championnat de Nouvelle-Galles du Sud. Ailier talentueux, il est régulièrement appelé en sélection d'Australie avec laquelle il remporte deux titres de Coupe du monde en 1968 et 1970. Il termine par ailleurs meilleur marqueur d'essais de la Coupe du monde 1968 aux côtés de Clive Sullivan et Ronald Coote.

## Palmarès
- Collectif :
  - Vainqueur de la Coupe du monde : 1968 et 1970 (Australie).
- Individuel :
  - Meilleur marqueur d'essais de la Coupe du monde : 1968 (Australie).